# 5. Fallschirmjäger-Division
5. Fallschirmjäger-Division foi uma unidade de paraquedistas da Luftwaffe que prestou serviço durante a Segunda Guerra Mundial.

## Comandantes
- Gustav Wilke, 1 de Abril de 1944 - 23 de Novembro de 1944[2]
- Ludwig Sebastian Heilmann, 16 de Novembro de 1944 - 12 de Março de 1945[2]
- Kurt Gröschke, 12 de Março de 1945 - Abril de 1945[2]